# نعناع دغلي أبيض
نعناع دغلي أبيض (الاسم العلمي: Hyptis albida) هو نوع من النباتات يتبع جنس النعناع الدغلي من الفصيلة الشفوية.